# Cryptocranium cazieri
Cryptocranium cazieri är en skalbaggsart som beskrevs av Lane 1958. Cryptocranium cazieri ingår i släktet Cryptocranium och familjen långhorningar. Inga underarter finns listade i Catalogue of Life.